# Apustis sabulosa
Apustis sabulosa är en fjärilsart som beskrevs av William Schaus 1913. Apustis sabulosa ingår i släktet Apustis och familjen nattflyn. Inga underarter finns listade i Catalogue of Life.